# De Havilland DH.100 Vampire
El De Havilland DH.100 Vampire (‘vampiro’ en inglés) fue el segundo avión de reacción comisionado por la Real Fuerza Aérea durante la Segunda Guerra Mundial, siendo el primero el Meteor, aunque no entró en combate en ese conflicto. El Vampire sirvió en los escuadrones de primera línea de la RAF hasta 1955, además de ser utilizado en numerosos países. Se construyeron casi 3300 unidades, de las que una cuarta parte fueron bajo licencia.

## Diseño y desarrollo
A diferencia del Meteor, que se había diseñado para ser producido, el Vampire comenzó como un avión experimental. Bajo la Especificación E.6/41, los trabajos de diseño del DH.100 comenzaron en De Havilland en Hatfield (Hertfordshire) a mediados de 1942, dos años después que el Meteor.
Su nombre original fue "Spider Crab", y fue un proyecto completo de De Havilland, utilizando la experiencia del uso del contrachapado para la construcción aeronáutica, como se utilizó en el bombardero Mosquito. Se trató del último avión militar de alto rendimiento compuesto por madera y metal. Tenía un diseño convencional de alas rectas y un único motor en un fuselaje con forma de huevo y recubierto de aluminio. Además, tenía una cola distintiva formada por dos cuerpos, de forma similar al P-38.
Era un avión de combate con un solo motor de turbina subsónico, ligero y monoplaza. Poseía dos botalones que se extendían desde las alas y formaban una cola doble con timón vertical, con un elevador entre los dos timones, armado con 4 cañones al frente de la cabina de mando, en la parte baja del fuselaje central. Las tomas de aire al motor estaban al costado de la cabina y al inicio de las alas, integradas en los bordes de ataque de las mismas, como varios modelos posteriores de aviones fabricados en el Reino Unido.

### Producción
Geoffrey de Havilland Jr., piloto jefe de pruebas de De Havilland e hijo del presidente de la empresa, pilotó el prototipo LZ548/G en su primer vuelo, el 20 de septiembre de 1943, en Hatfield. El vuelo se realizó solo 6 meses después del vuelo inicial del Meteor. Además, el vuelo se retrasó debido a la necesidad de enviar el único motor disponible a Lockheed para instalarlo en el prototipo XP-80.
El Vampire Mk.1 no voló hasta abril de 1945, siendo construido principalmente por English Electric debido a las presiones sobre las fábricas de De Havilland para trabajar en otros modelos. Aunque entró en servicio con la RAF rápidamente, aún se estaba desarrollando hacia el final de la guerra, por lo que el Vampire no entró en combate durante la Segunda Guerra Mundial. Se fabricaron un total de 3268 Vampire, y alrededor de mil unidades en otros países, aunque no se conoce el número exacto de los construidos en Italia. Entró en servicio en 31 fuerzas aéreas y se realizaron quince versiones del avión.

### Récords y logros
El Vampire fue un avión versátil, consiguió numerosas marcas y fue el primer avión de la RAF en superar la velocidad máxima de 800 km/h. El piloto Eric Brown, a bordo de un Sea Vampire, realizó el primer despegue y aterrizaje de un avión a reacción en un portaaviones, el 3 de diciembre de 1945, y, en 1948, John Cunningham alcanzó un nuevo récord de altitud de 18 119 m. El 14 de julio de 1948, los Vampire F.3 del Escuadrón N.º 54 de la RAF fueron los primeros aviones a reacción en cruzar el Océano Atlántico.

## Historia operacional

### Servicio en la RAF
El Vampire utilizó inicialmente el motor Halford H.1 (renombrado más tarde como Goblin) que producía 9,3 kN de empuje y estaba diseñado por Frank Halford. El motor era de tipo de flujo centrífugo, un diseño que sería superado en la posguerra por los motores de flujo axial. Inicialmente, el motor Goblin ofrecía un alcance limitado al avión, un problema común en los primeros reactores. Los modelos posteriores aumentaron su capacidad de combustible de forma considerable, además de utilizar modelos mejorados del motor. Los últimos Vampire Mk.I usaban el Goblin II y, a partir del F.3, se utilizó el Goblin III. Ciertos modelos fueron utilizados como banco de pruebas para los motores Rolls-Royce Nene, pero no entraron en producción.
En la posguerra, la RAF empleó al Gloster Meteor como interceptor y al Vampire como cazabombardero. El primer prototipo como cazabombardero, el Vampire Fighter-Bomber Mk.5 (FB.5), era una versión modificada de un Vampire F.3, y realizó su primer vuelo el 23 de junio de 1948. El FB.5 mantenía el motor Goblin II del F.3, pero iba equipado con mayor protección, las alas fueron retrasadas unos 30 cm y el tren de aterrizaje principal era más elevado para dejar mayor espacio con el suelo al armamento. Aunque se consideró utilizar un asiento eyectable, no fue instalado.
En su momento álgido, 19 escuadrones de la RAF utilizaron el FB.5 en Europa, Oriente Medio y Extremo Oriente. El FB.5 entró en combate durante la campaña de la Emergencia Malaya a finales de los años 40 y principios de los años 50. Finalmente, la RAF relegó al Vampire a tareas de entrenamiento avanzado a mediados de los años 50, y quedó fuera de servicio al final de la década.
El Mk.5 fue modificado en su versión naval como Sea Vampire, siendo el primer avión a reacción de la Marina Real británica. La Armada estaba impresionada por el avión desde que el 3 de diciembre de 1945 un Vampire realizara pruebas de vuelo en el portaaviones HMS Ocean. El Mk.5 de la RAF fue modificado para convertir sus tareas de caza hacia las de cazabombardero: las alas fueron recortadas y se le añadió soportes para bombas o cohetes. El FB.5 fue la variante de cazabombardero más numerosa, con un total de 473 unidades producidas.
El último Vampire fue el avión de entrenamiento T.11. Realizó su primer vuelo en 1950 y se fabricaron más de 600 unidades, tanto en modelos terrestres como navales, permaneciendo en servicio con la RAF hasta 1967.

### Canadá
Un F.1 comenzó a operar para evaluación en Canadá en 1946. El F.3 fue escogido como uno de los dos tipos de cazas operacionales para la Real Fuerza Aérea de Canadá y voló por primera vez en el país el 17 de enero de 1948, siendo utilizado como avión de entrenamiento. Con un total de 83 unidades, el F.3 fue el primer avión a reacción que entró en las fuerzas aéreas canadienses en cantidad importante. Sirvió en unidades operacionales y de reserva hasta finales de los años 50. 12 Mk.1 y 3 T.11 fueron vendidos a México en 1961.

### República Dominicana
En 1952, la Fuerza Aérea Dominicana (FAD), que en ese entonces se llamaba Aviación Militar Dominicana (AMD), adquirió en Suecia 25 unidades de la versión Mk.1. Más adelante, en el año 1957, fueron adquiridos también en Suecia, 17 unidades de la versión FB.50. El Vampire estuvo en servicio en la Fuerza Aérea Dominicana hasta el año 1974.

### Chile
La Fuerza Aérea de Chile (FACh) adquirió 5 unidades del DH.115 T.55, que llegaron a finales de 1953 y comienzos de 1954, iniciándose así la "era jet" en Chile. Posteriormente, en 1971, compra más unidades usadas, totalizando 10 unidades operativas, 4 del modelo T.11 ex RAF y 6 del modelo T.22 ex Armada Real, que volaron hasta comienzos de los años 80. Su principal función fue la de instrucción avanzada y apoyo táctico, realizándose el primer curso de vuelo en aviones de combate a reacción en Chile durante 1954.
Formaron parte de la dotación de los Grupos de aviación N.º 7, N.º 4 y finalmente el N.º 8, donde operaron hasta su desactivación.

### Finlandia
La Fuerza Aérea de Finlandia recibió seis FB.52 en 1953. El avión recibió el sobrenombre de "Vamppi". Se compraron en 1955 nueve T.55 biplaza. Los aviones fueron enviados inicialmente a la 2.ª Ala en Pori, pero a finales de la década de 1950 fueron transferidos a la 1.ª Ala en Tikkakoski. La retirada de los aviones se produjo en 1965.

### México

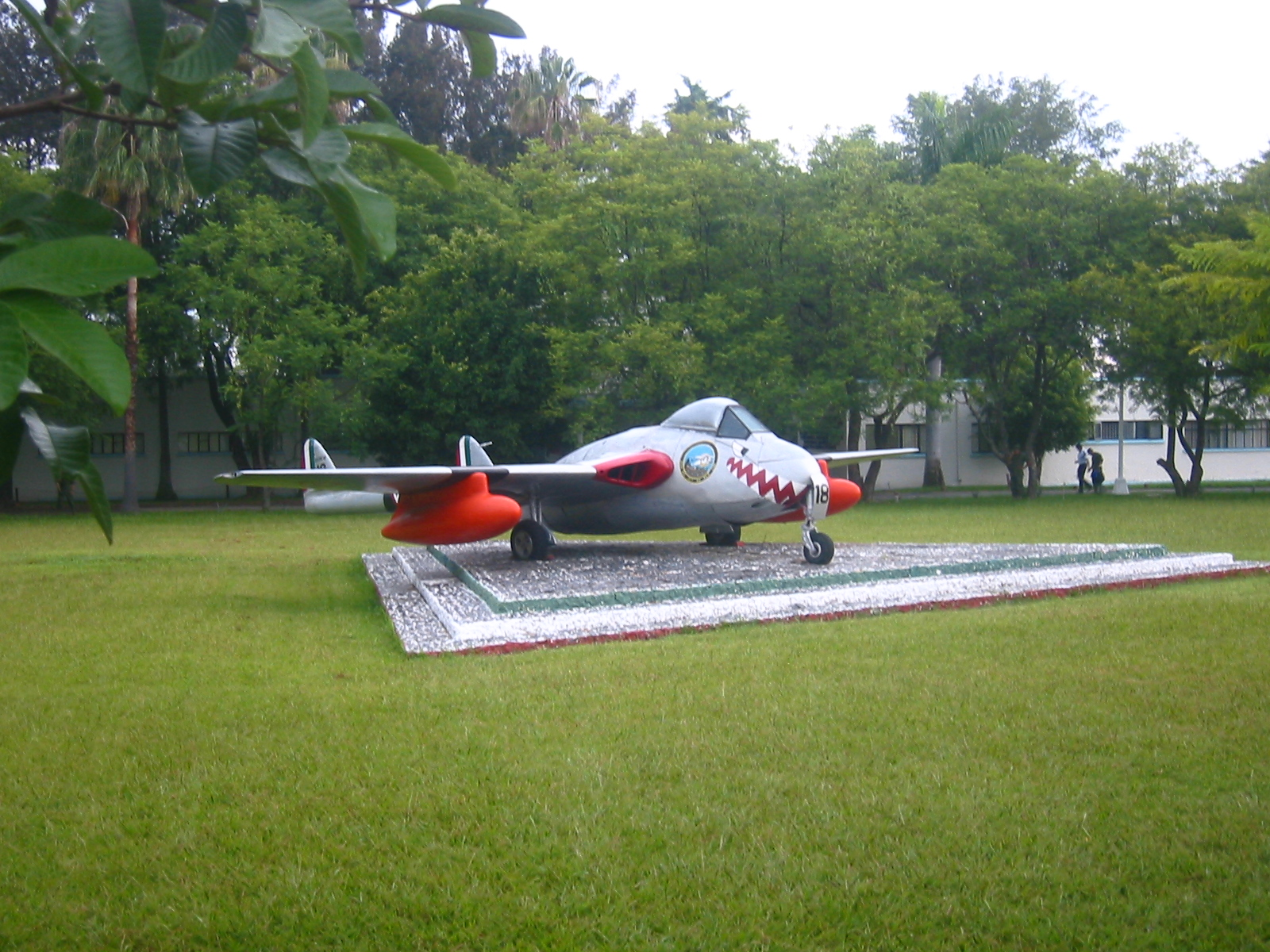
De Havilland Vampire MK-III de la Fuerza Aérea Mexicana exhibido en el Colegio del Aire.

La Fuerza Aérea Mexicana compró, en febrero de 1961, 15 monoplazas Mk.3 a una empresa privada de Canadá, a raíz del conflicto con Guatemala en 1959, siendo matriculados 1 al 14 (un aparato se destinó para proveer repuestos) y posteriormente 2 biplazas T.11 adquiridos directamente a Inglaterra (ex-RAF), matriculados 15 y 16, siendo el primer caza con motor turborreactor de la FAM. El primer vuelo con un piloto mexicano a los mandos se realizó el 22 de mayo de 1961. Dado que fueron comprados a una empresa privada, estaban desprovistos de armamento, adquiriéndose poco después cañones Hispano-Suiza HS.404, dotando de 4 de ellos a cada aparato de la versión Mk.3. Durante su servicio estuvieron asignados al Escuadrón de Pelea 200 y recibieron el afectuoso apodo de "aguacates" ya que inicialmente estaban pintados de verde oscuro y por la característica forma de su fuselaje. Unos meses después se incorporó al decorado unas agresivas fauces de tiburón, que fueron su marca característica. En su primera aparición durante el desfile militar del 16 de septiembre de 1961 causaron gran emoción, pues muchas personas no conocían este tipo de aviones, incluso los soldados que estaban desfilando no pudieron contener su admiración y miraban al cielo sorprendidos. Posteriormente lucieron un esquema aluminio con bandas amarillas y naranja según la escuadrilla a la que pertenecía el aparato. Estos aviones permanecieron solamente 6 años en servicio activo, debido a que en su breve vida operativa se accidentaron 6 aparatos (todos Mk.3) a consecuencia del desgaste por la edad de estas aeronaves y a constantes fallos mecánicos en todos sus sistemas, siendo reemplazados por 15 aviones T-33 Shooting Star entregados en 1962, y que fueron completados posteriormente con 43 ejemplares más. Actualmente, hay 4 aparatos completos que se conservan sólo en condición estática: 1 T.11 y 3 Mk.3. El T.11 está en el Museo Militar de Aviación de la BAM n.º 1, ubicada en la exhacienda de Santa Lucía, en Tecamac, Estado de México, el segundo (Mk.3) está en el Museo del Ejército de Guadalajara, Jalisco, el tercero (Mk.3) está en el Colegio del Aire, ubicado dentro de la B.A.M. n.º 5, en Zapopan, Jalisco, y un cuarta aparato (Mk.3) en manos de coleccionistas privados en el Estado de México, quienes también poseen un fuselaje de la variante Mk.3. Otro fuselaje completo de Mk.3 se conserva en el Museo Militar de Aviación.

### Suecia

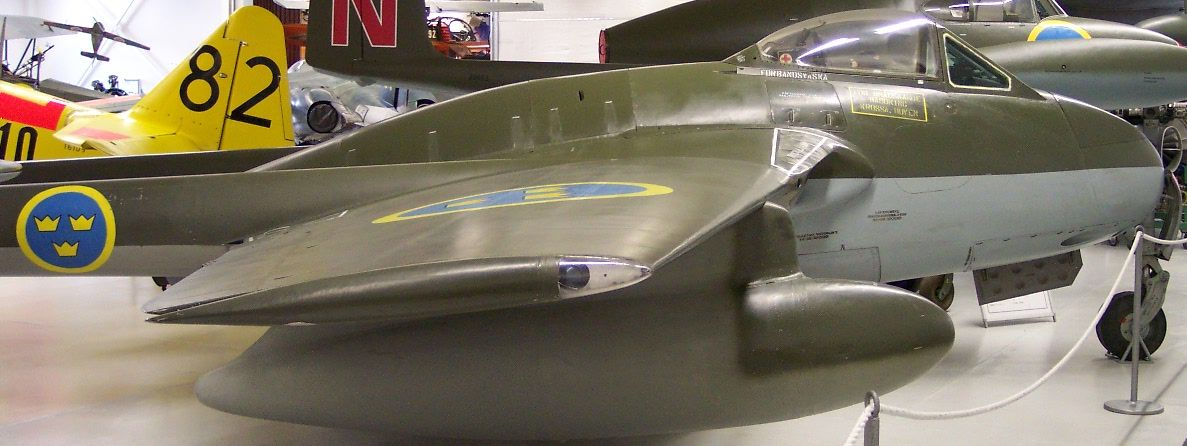
Un Vampire Mk I (J 28A) de la Fuerza Aérea de Suecia.

La Fuerza Aérea Sueca compró su primer lote de 70 FB.1 en 1946, buscando un avión que reemplazase a los P-51 y a los obsoletos J 22. El avión fue designado como J 28A y asignado a la Ala F13 de Norrköping. En 1949 se compraron 310 unidades de la versión más moderna FB.50, designados como J 28B. El último avión fue entregado en 1952. Además, se utilizó un total de 57 DH.115, denominados como J 28C, para entrenamiento.
Los Vampire suecos se retiraron de servicio en 1956 y sus sustitutos fueron el J 29 (Tunnan) y el J 34 (Hunter). Los aviones de entrenamiento se mantuvieron hasta los años 60. El último Vampire se retiró en 1968.

## Variantes

### DH.100 Vampire (caza/cazabombardero monoplaza diurno)

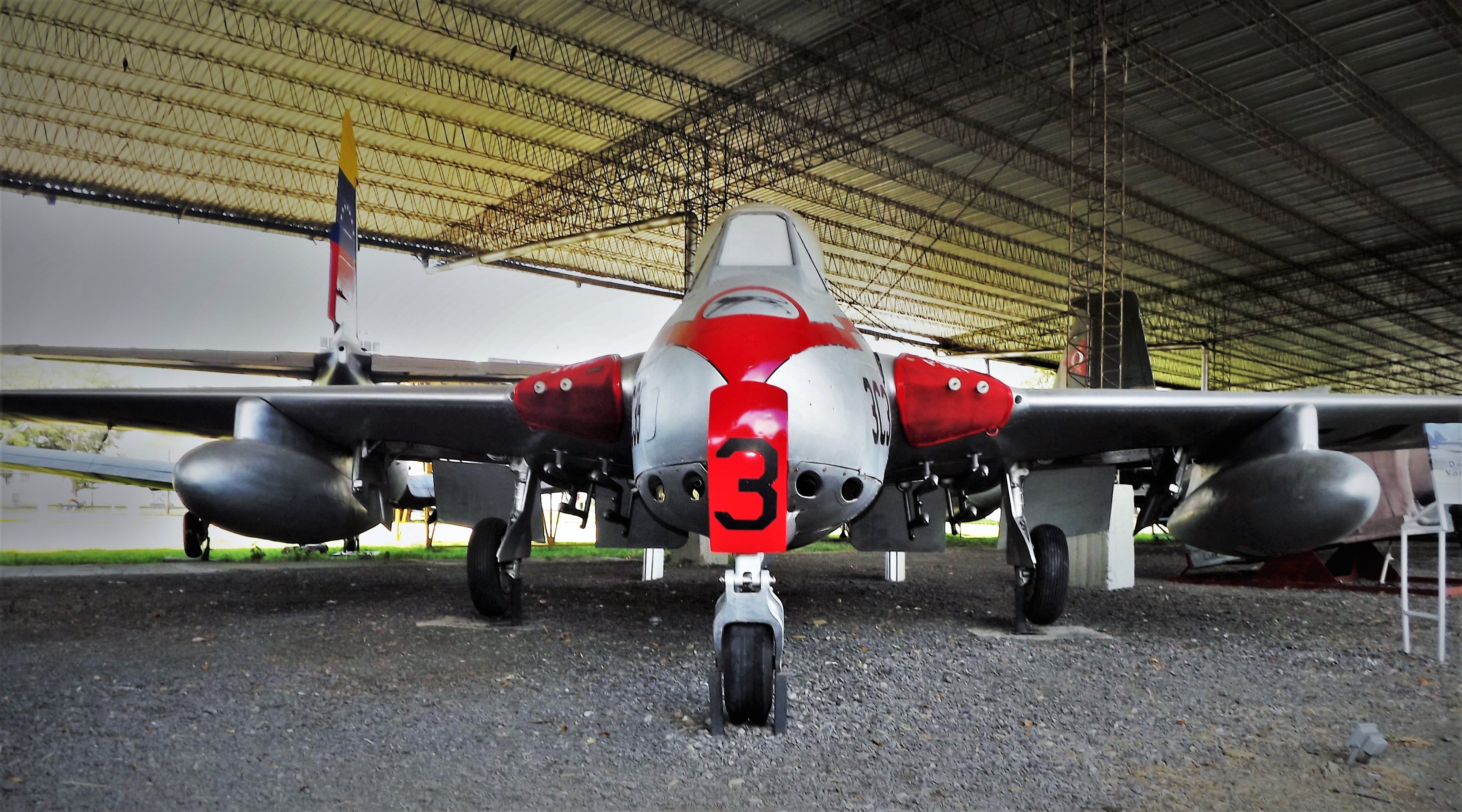
DH.100 Vampire FB, 3C35 de la Fuerza aérea de Venezuela, en el Museo Aeronáutico de Maracay.

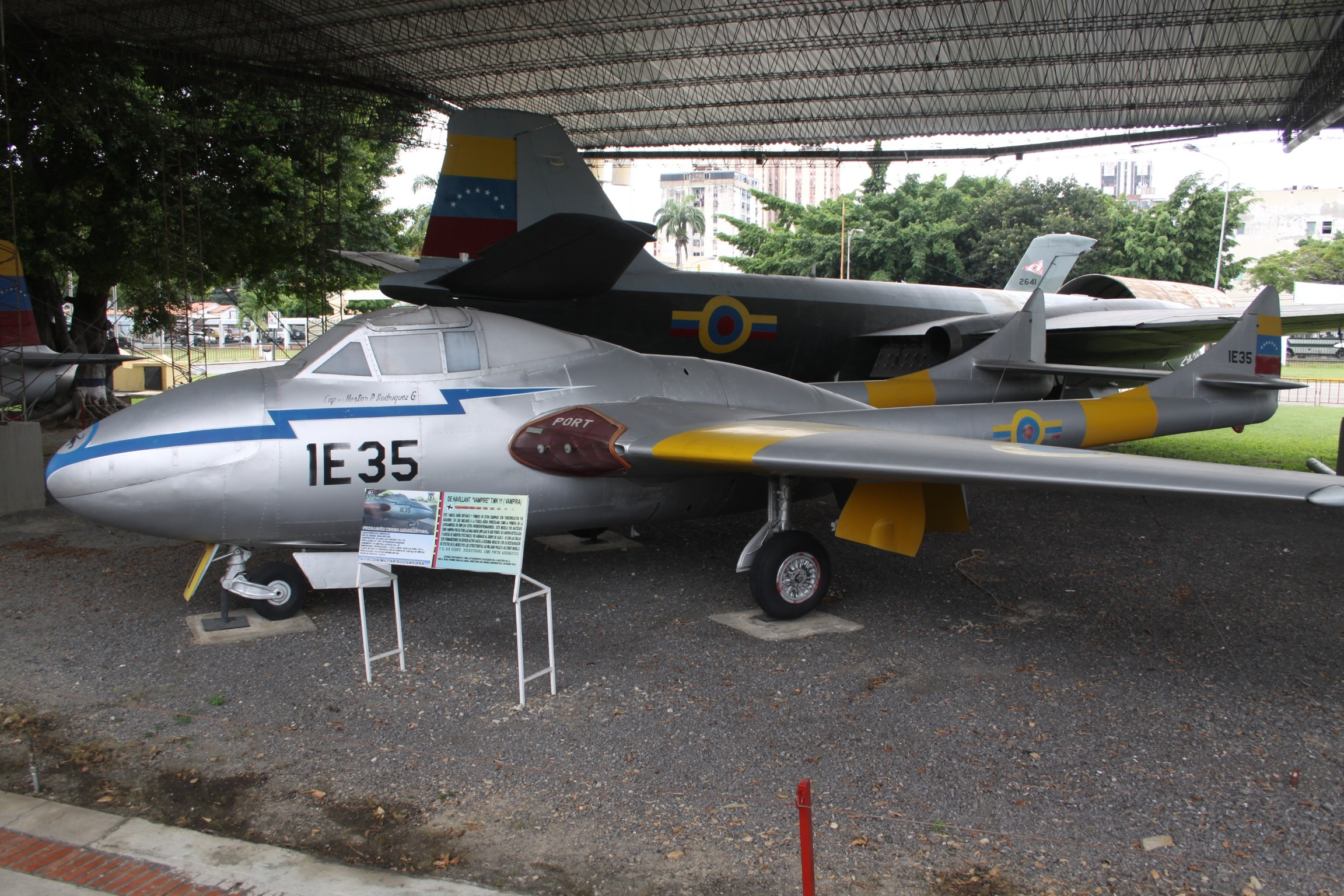
Modelo T-55 en el Museo Aeronáutico de Maracay, Venezuela.

F.1 (F.Mk 1 o Mk.1)
Versión de caza monoplaza para la RAF. Tres prototipos y 228 unidades de producción.
F.2
Prototipos con el turborreactor Rolls-Royce Nene. Dos construidos y tres conversiones.
F.3
Caza monoplaza para la RAF. Dos prototipos convertidos a partir de Mk.1 y 224 unidades construidas.
F.4
Proyecto no construido equipado con el motor Nene.
FB.5
Variante cazabombardero monoplaza, equipado con el turborreactor Goblin 2. Se construyeron 1123 unidades, 930 unidades para la RAF y 88 para exportación.
FB.6
Cazabombardero monoplaza equipado con el turborreactor Goblin 3, 175 ejemplares construidos en el Reino Unido más 310 en Suecia para la Fuerza Aérea sueca, y 103 en Suiza.
F.8
Equipado con motor Ghost, una conversión a partir de Mk.1 como prototipo del De Havilland Venom.
FB.9
Cazabombardero para clima tropical a partir de F.5. Equipado con el turborreactor Goblin III tropicalizado, se construyeron 348 unidades.

### Variantes de exportación
F.30
Versión cazabombardero monoplaza para la RAAF. Equipado con el turborreactor Roll-Royce Nene, 57 unidades construidas en Australia por De Havilland Australia (DHA).
FB.31
F.30 mejorado equipado con motor Nene. 29 unidades construidas en Australia por De Havilland Australia (DHA).
F.32
F.30 con aire acondicionado, uno convertido por De Havilland Australia (DHA).
FB.50
Exportado a Suecia como J 28B. 310 unidades construidas, de las que 12 se reconstruyeron al estándar T.55.
FB.51
Versión de exportación para Francia. 67 construidos con kits de De Havilland y 20 construidos por Sud-Est.
FB.52
Versión de exportación del FB.6. Se fabricaron 546 unidades, incluyendo 247 por Hindustan Aircraft Limited.
FB.52A
Versión de exportación del FB.6 para la Fuerza Aérea de Italia. 51 importados y 150 unidades construidas en Italia por Macchi y Fiat.
FB.53
Cazabombardero monoplaza para la Fuerza Aérea de Francia. Se fabricaron 250 unidades en Francia como Sud-Est SE.530 Mistral.

### DH.113 Vampire (caza nocturno)
NF.10
Caza nocturno biplaza con motor Goblin para la RAF. 81 construidos, incluyendo 3 prototipos.
NF.54
Versión de exportación del NF.10. La Fuerza Aérea de Italia compró 14 unidades, India compró 30 NF.10 reacondicionados.

### DH.115 Vampire Trainer (entrenador)
NF(T).10
Entrenador de navegación basado en el NF.10; 36 convertidos.
T.11
Versión de entrenamiento biplaza con motor Goblin 35 para la RAF, 526 construidos por De Havilland y Fairey, incluyendo un prototipo. Algunos fueron equipados con asientos eyectables.
T.22
Variante de entrenamiento biplaza para la Marina Real. Se fabricaron 73 unidades.
T.33
Versión biplaza de entrenamiento. Equipada con turborreactor Goblin, 36 unidades construidas en Australia por De Havilland Australia.
T.33A
T.33 mejorado para cubrir la especificación tardía del T.11.
T.34
Versión biplaza de entrenamiento navalizada del T.22 para la Armada Real de Australia. 5 unidades construidas en Australia por De Havilland Australia. Una sexta unidad fue entregada como T.34A.
T.34A
T.34 equipado con asientos eyectables.
T.35
Versión biplaza de entrenamiento modificada del T.11. 68 unidades construidas en Australia por De Havilland Australia.
T.35A
Conversiones de T.33 a la configuración T.35.
T.55
Versión de exportación del avión de entrenamiento DH.115. 322 unidades construidas, incluyendo 6 en Suiza, 60 en India por HAL y seis conversiones a partir de T.11.
PR.55
Al menos 5 T.55 fueron modificados en la India para realizar tareas de fotorreconocimiento.

### Sea Vampire
F.1
Prototipo para pruebas de cubierta, una conversión desde Vampire F.1.
F.20
Versión navalizada del FB.5, 18 unidades convertidas por English Electric.
F.21
F.3 reforzados para pruebas en cubierta, dos construidos y/o seis convertidos.
T.22
Entrenador biplaza para la Armada Real, 73 construidos por De Havilland.

### SNCASE (Sud-Est) Mistral
SE.530 Mistral
Prototipos con motor Hispano-Nene basados en el FB.53 de producción francesa; 4 construidos.
SE.532 Mistral
Versión de producción, 93 construidos.
SE.535 Mistral
Desarrollo del SE.532, 150 construidos.

### Flygvapnet
J 28A
F.1 sueco con alas recortadas similar al F.5; 70 importados.
J 28B
FB.6 sueco; 310 construidos.
A 28B
J 28B/FB.6 relegados a tareas de ataque.
J 28C-1
T.55 Vampire Trainer de especificación temprana; 30 comprados en 1952. Usados inicialmente en tareas de caza.
J 28C-2
T.55 de especificación tardía; 15 comprados en 1955.
J 28C-3
Antiguos cazas monoplaza J 28B convertidos en entrenadores biplaza T.55A por De Havilland en 1956; 12 convertidos.

### De Havilland Australia
P.17
Proyecto de entrenador con alteraciones de cabina locales.

## Operadores
El Vampire ha estado en servicio en los siguientes países: Austria, Australia, Birmania, Ceilán, Canadá, Chile, Congo, República Dominicana, Egipto, Irlanda, Finlandia, Francia, India, Indonesia, Irak, Italia, Japón, Jordania, Katanga, Líbano, México, Nueva Zelanda, Noruega, Portugal, Reino Unido, Rodesia, Sudáfrica, Suecia, Suiza, Siria y Venezuela.

## Supervivientes
Existen aviones con capacidad de vuelo y muchos han sido preservados. Algunos ejemplares se exhiben en el Museo de Aviación de Temora en Australia, el Museo de Aviación de Canadá, el Museo de la Fuerza Aérea de la India en Nueva Delhi, el Museo de Aviones Mosquito en Hertfordshire, el Museo de Transporte y Tecnología en Auckland y el Museo de la Real Fuerza Aérea de Nueva Zelanda; también pueden encontrarse en el Museo Aeronáutico de Maracay Cnel. (Av.) Luis Hernán Paredes, en el estado Aragua Venezuela. En México existe en exhibición un aparato situado como monumento dentro de las instalaciones del Campo Militar Número 1 y en el Colegio del Aire perteneciente a su fuerza aérea, y otro en exhibición en el Museo Militar de Aviación situado en la BAM N.º 1. Además, la Fuerza Aérea de Chile mantiene uno en exhibición en la Base Aérea Los Cóndores, ubicada en la I Brigada Aérea.

## Galería de imágenes

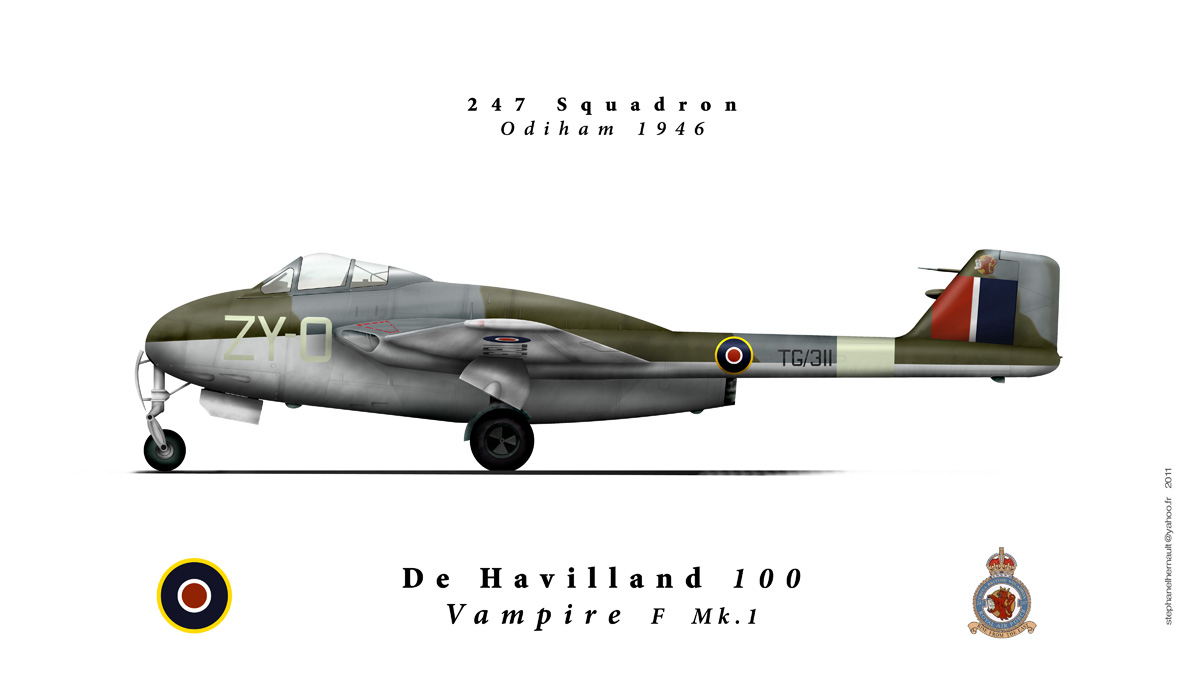
Vampire Mk1
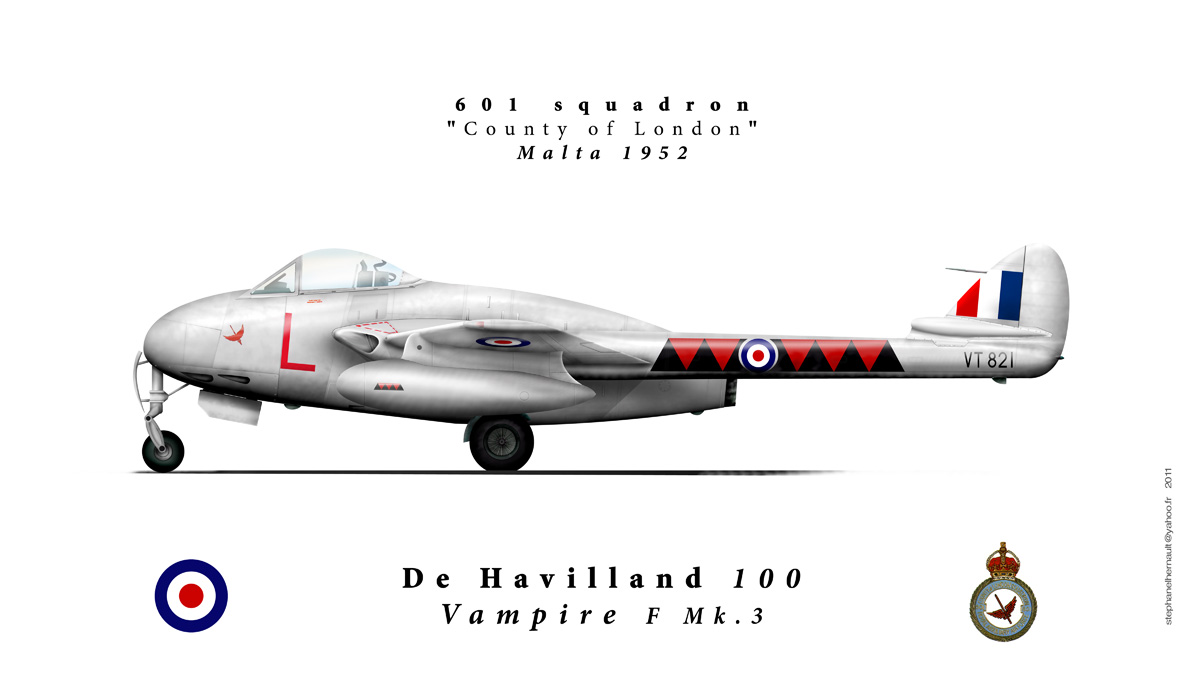
Vampire Mk3
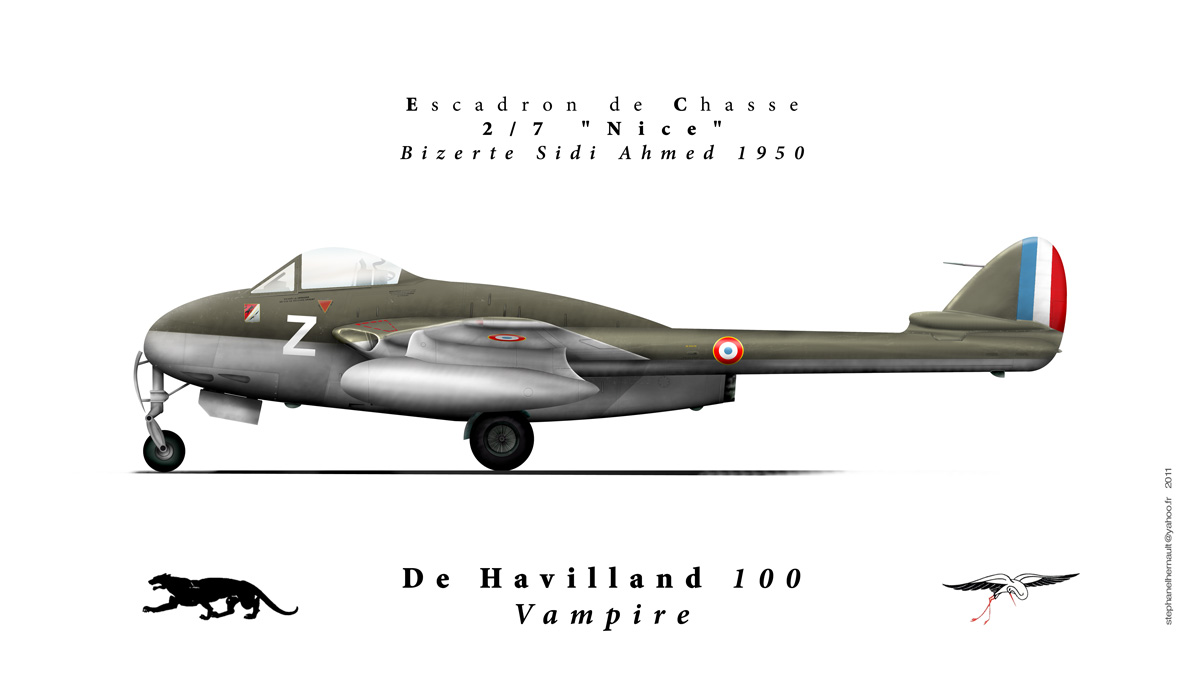
Vampire Mk5
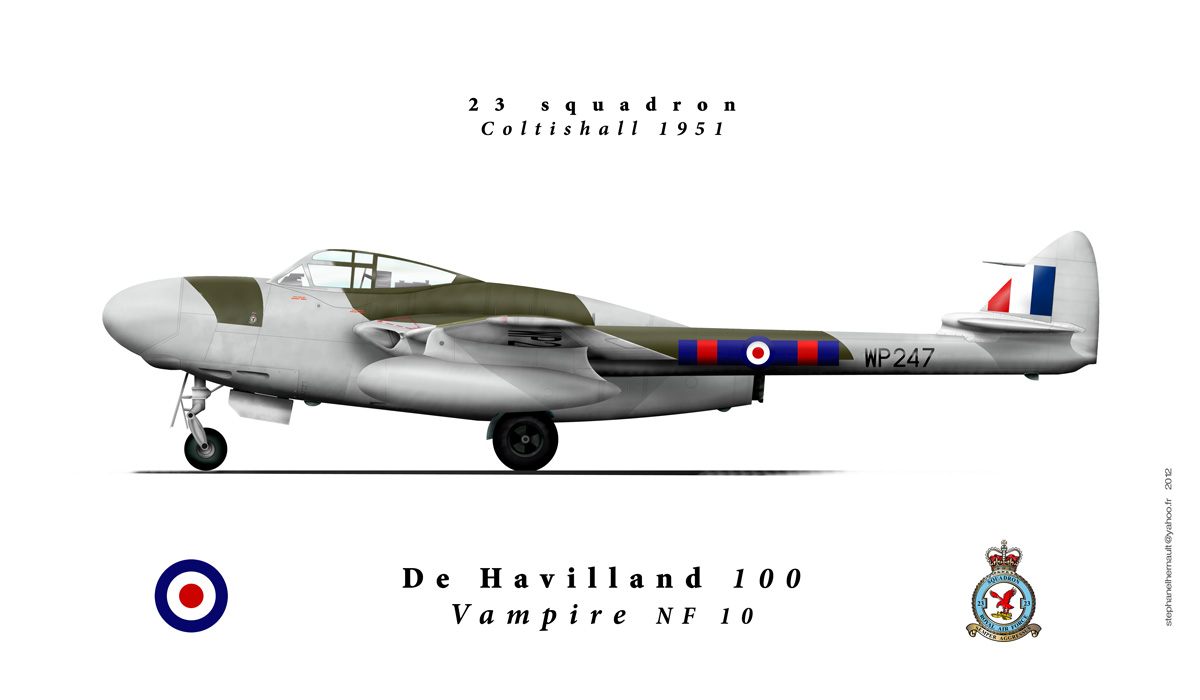
Vampire NF10
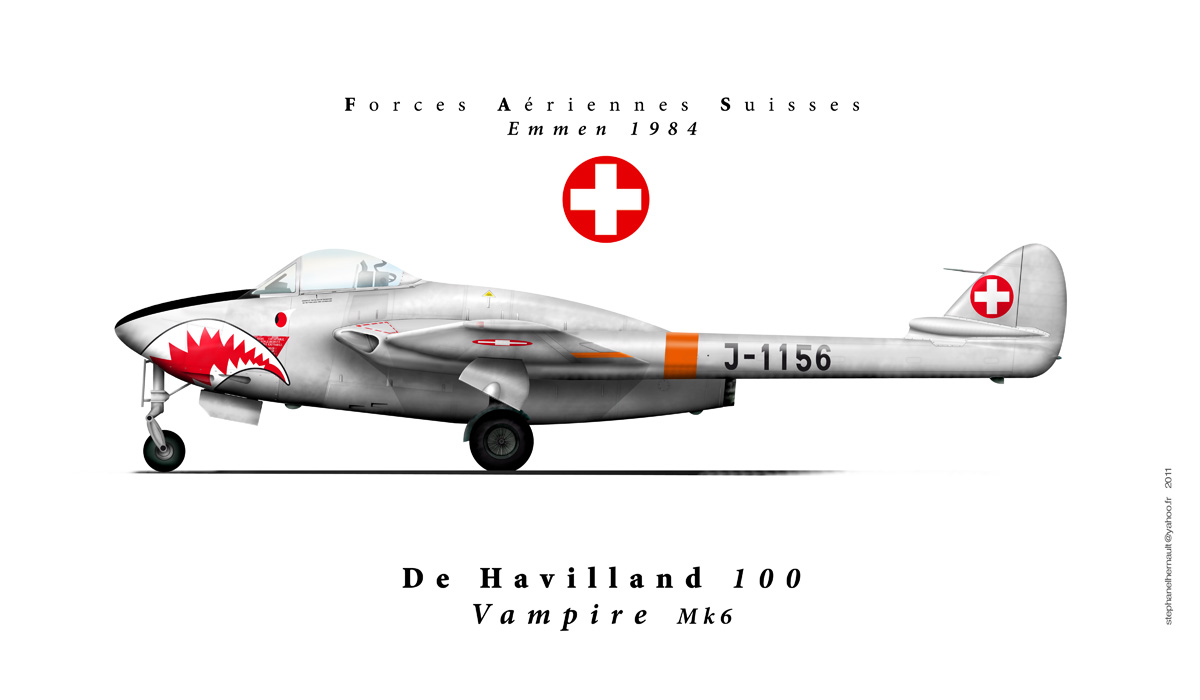
Vampire Mk6
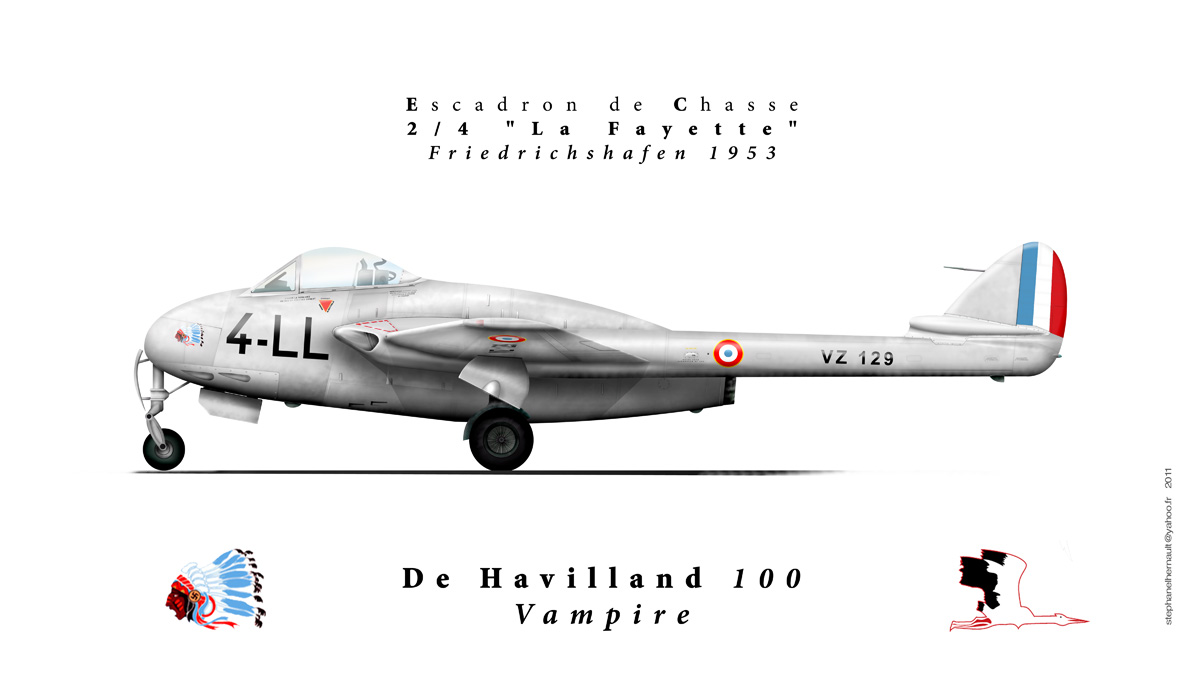
Vampire Mk5
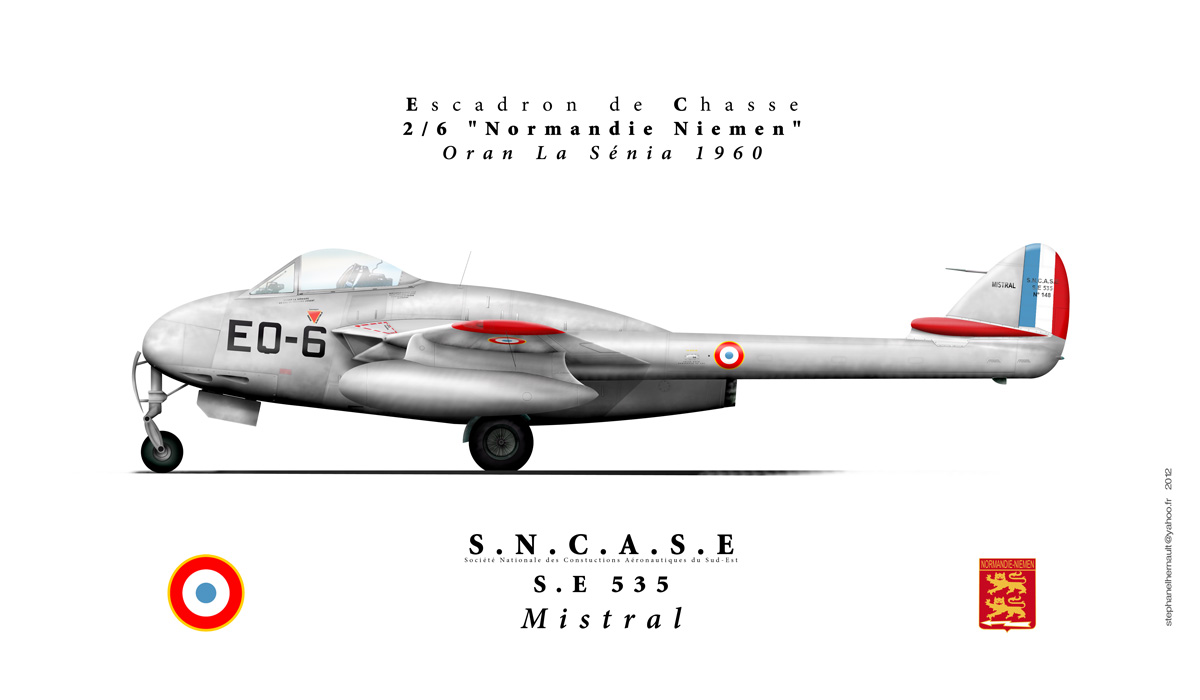
SNCASE Mistral
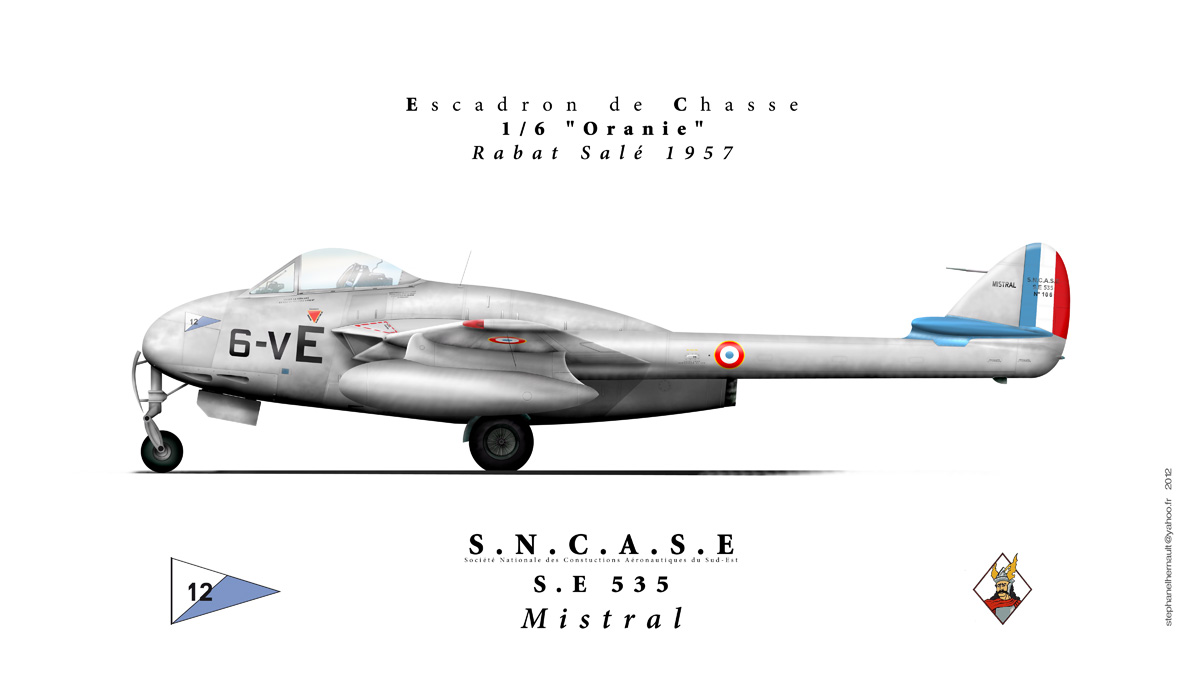
SNCASE Mistral

## Especificaciones (Vampire FB.6)
Referencia datos: The Illustrated Encyclopedia of Aircraft, The De Havilland Vampire Mk. 5 & 9

### Características generales
- Tripulación: Uno (piloto)
- Longitud: 9,4 m (30,7 ft)
- Envergadura: 11,6 m (38 ft)
- Altura: 2,7 m (8,8 ft)
- Superficie alar: 24,3 m² (262 ft²)
- Perfil alar: raíz: EC1240/0640 (14 %); punta: EC1240/0640 (9 %)[18]
- Peso vacío: 3304 kg (7282 lb)
- Peso máximo al despegue: 5620 kg (12 386,5 lb) [19]
- Planta motriz: 1× turborreactor de flujo centrífugo De Havilland Goblin 3.
  - Empuje normal: 14,9 kN (1519 kgf; 3350 lbf) de empuje.

### Rendimiento
- Velocidad nunca excedida (Vne): 882 km/h (548 MPH; 476 kt)
- Velocidad máxima operativa (Vno): 860 km/h (534 MPH; 464 kt) a nivel del mar
- Alcance: 1960 km (1058 nmi; 1218 mi)
- Techo de vuelo: 13 000 m (42 651 ft)
- Régimen de ascenso: 24 m/s (4724 ft/min) [19]
- Carga alar: 192 kg/m² (39,3 lb/ft²) [20]

### Armamento
- Cañones: 

  - 4x Hispano-Suiza HS.404 Mk V de 20 mm con 150 dpa
- Bombas: 2 de 255 kg (o dos depósitos lanzables)
- Cohetes: 8x RP-3 de 76 mm

## Aeronaves relacionadas

### Desarrollos relacionados
- De Havilland Swallow
- De Havilland Venom
- De Havilland Sea Vixen

### Aeronaves similares
- Focke-Wulf Flitzer
- Gloster E.1/44 "Gloster Ace"
- Saab 21R

### Secuencias de designación
- Secuencia DH._ (interna de de Havilland): ← DH.97 - DH.98 - DH.99 - DH.100 - DH.101 - DH.102 - DH.103 -- DH.110 - DH.111 - DH.112 - DH.113 - DH.114 - DH.115 - DH.116 - DH.117 - DH.118 →
- Secuencia A _ (Aviones de Ataque de la Fuerza Aérea sueca, 1926-actualidad): A 1 - A 28 - A 29 - A 32 - A 36 →
- Secuencia J _ (Cazas de la Fuerza Aérea sueca, 1926-actualidad): ← J 24 - J 26 - J 27 - J 28 - J 29 - J 30 - J 31 →
- Secuencia Sk _ (Entrenadores de la Fuerza Aérea sueca, 1926-actualidad): ← Sk 16 - Sk 25 - Sk 26 - Sk 28 - Sk 35 - Sk 38 - Sk 40 →
- Secuencia Numérica (Secuencia unificada sueca, posterior a 1940): ← J/S 26 - Sk 26 - 27 - 28 - 29 - 30 - 31 →
- Secuencia A_ (Aeronaves de la RAAF (Serie Dos, 1935-1963)): ← A75 - A76 - A77 - A78 - A79 - A80 - A81 - A82 →
- Secuencia N_ (Aeronaves de la Armada Australiana): ← N3 - N4 - N5 - N6 - N7 - N8 - N9 →